# Tupamaros (documental)
Tupamaros es una película documental alemana estrenada en 1997, dirigida por Rainer Hoffmann y Heidi Specogna. 
Está protagonizada por los personajes que vivieron en su propia piel la historia del Movimiento de Liberación Nacional-Tupamaros: José Mujica, Lucía Topolansky, Eleuterio Fernández Huidobro, Graciela Jorge y Fernando Morena. El documental cuenta de manera cinematográfica los pensamientos de la guerrilla urbana formada por los Tupamaros con imágenes grabadas y fotografiadas durante el transcurso del acontecimiento histórico, así como grabaciones hechas tiempo después en la ciudad dónde aún quedan huellas de los sucesos, Montevideo.

## Argumento
"Ser Tupamaro es un sentimiento más que una definición política", narra uno de los entrevistados durante el transcurso del documental. Esa respuesta y la sensación es uno de los pilares fundamentales del documental, que enseña la parte más oscura de la historia a la vez que muestra la belleza de quien no se deja convencer por la derrota.
En 1963, un grupo de jóvenes atacó el club de tiradores suizos en Uruguay, agrupó el mayor número de armas posibles y tiempo después se consolidaría como uno de los movimientos de guerrilla urbana más notorios en América Latina, los Tupamaros. Después de sobrevivir a la dictadura, la cual provocó el encarcelamiento, y a la tortura durante años, los Tupamaros se convertirían en uno de los pocos grupos guerrilleros en encontrar una salida política, dejando así las armas a un lado y situándose en el lado legal de la revolución. En la primavera de 1995, hicieron su entrada oficial en el parlamento de Uruguay.

## Reparto
- José Mujica
- Christian Brückner
- Eleuterio Fernández Huidobro
- Graciela Jorge
- Fernando Morena
- Lucía Topolansky

## Producción
Productores
- Biograph Film Bern
- Specogna Filmproduktion
- Zweites Deutsches Fernsehen
- TAG/TRAUM Filmproduktion
- Arte Geie

Guion
Hoffmann y Heidi Specogna
Banda sonora
Hans Georg Koch
Fotografía
Rainer Hoffmann